# Panzeria hirta
Panzeria hirta är en tvåvingeart som först beskrevs av Townsend 1915.  Panzeria hirta ingår i släktet Panzeria och familjen parasitflugor.
Artens utbredningsområde är British Columbia. Inga underarter finns listade i Catalogue of Life.